# Knotengruppe
In der Knotentheorie, einem Teilgebiet der Mathematik, bezeichnet man einen in den euklidischen Raum eingebetteten Kreis als Knoten. Die entsprechende Knotengruppe ist dann die Fundamentalgruppe des Komplements des Knotens {\displaystyle K}
{\displaystyle \pi _{1}(\mathbb {R} ^{3}\setminus K).}

## Andere Konvention
In der Topologie betrachtet man statt des euklidischen Raumes häufig dessen Einpunktkompaktifizierung {\displaystyle \mathbb {S} ^{3}} und entsprechend Knoten als eingebettete Kreise in der {\displaystyle \mathbb {S} ^{3}}.
Es lässt sich zeigen, dass die so entstehende Knotengruppe
{\displaystyle \pi _{1}(\mathbb {S} ^{3}\setminus K)}
isomorph zu {\displaystyle \pi _{1}(\mathbb {R} ^{3}\setminus K)} ist.

## Eigenschaften
Äquivalente Knoten haben isomorphe Knotengruppen, die Knotengruppen ist also eine Knoteninvariante und kann dazu dienen, Knoten zu unterscheiden.
Die Umkehrung gilt jedoch nicht, so gibt es nicht-äquivalente Knoten mit isomorphen Knotengruppen.
Außerdem ist es ein algorithmisch schwieriges Problem, die Nicht-Isomorphie von Knotengruppen zu beweisen.
Die Abelisierung der Knotengruppe ist immer isomorph zur Gruppe der ganzen Zahlen {\displaystyle \mathbb {Z} }. Das folgt aus dem Alexanderschen Dualitätssatz.
Die Knotengruppe kann mit dem Wirtinger-Algorithmus recht einfach berechnet werden. (D.h. der Wirtinger-Algorithmus liefert eine endliche Präsentation der Knotengruppe.) Es gibt aber keinen allgemeinen Algorithmus, der zu zwei endlichen Gruppenpräsentationen entscheidet, ob die Gruppen isomorph sind.
Alle Erzeuger in der Wirtinger-Präsentierung sind Meridiane des Knotens und insbesondere sind alle diese Erzeuger konjugiert zueinander. Unter der Abelisierungsabbildung werden alle auf denselben Erzeuger der ganzen Zahlen {\displaystyle \mathbb {Z} } abgebildet.

## Beispiele
- Die Knotengruppe des trivialen Knotens ist {\displaystyle \mathbb {Z} }.
- Die Knotengruppe des Kleeblattknotens ist die Zopfgruppe {\displaystyle B_{3}} mit Präsentation

{\displaystyle \langle x,y\mid x^{2}=y^{3}\rangle } oder {\displaystyle \langle a,b\mid aba=bab\rangle }.
- Die Knotengruppe des (p,q)-Torusknotens ist

{\displaystyle \langle x,y\mid x^{p}=y^{q}\rangle }.
- Die Knotengruppe des Achterknotens ist

{\displaystyle \langle x,y\mid x^{-1}yxy^{-1}xy=yx^{-1}yx\rangle }.